# The Bravest Girl in California
The Bravest Girl in California è un cortometraggio muto del 1913 diretto da Pat Hartigan e interpretato da John E. Brennan, Ruth Roland e Marshall Neilan.

## Produzione
Il film, prodotto dalla Kalem Company, fu girato in California, a Santa Monica.

## Distribuzione
La distribuzione del film fu affidata alla General Film Company che lo fece uscire nelle sale statunitensi il 18 aprile 1913. 
Nelle proiezioni, veniva programmato con il sistema dello split reel, accorpato in un'unica bobina con un altro cortometraggio prodotto dalla Kalem, il documentario The Millionaires' Playground.